# Sarrameanaceae
Sarrameanaceae is een botanische naam voor een familie van korstmossen behorend tot de onderklasse Ostropomycetidae. De orde is niet eenduidig vastgesteld (Incertae sedis).

## Geslachten
De familie bestaat uit de volgende twee geslachten:
- Loxospora
- Sarrameana